# Дройлсден (футбольний клуб)
ФК «Дройлсден» (англ. Droylsden Football Club) — англійський футбольний клуб з однойменного міста, заснований у 1892 році. Виступає в Північній Прем'єр-лізі. Домашні матчі приймає на стадіоні «Бутчерс Армс Граунд», потужністю 3 000 глядачів.